# 利安公共運輸交匯處
利安公共運輸交匯處（英文：Lee On Public Transport Interchange）是香港一個坑狀露天車站，位於馬鞍山利安邨與錦龍苑之間，於1993年5月14日啟用。

## 總站路線資料

### 九龍巴士86C線
- 利安 ↔ 長沙灣

1988年4月11日投入服務，途經獅子山隧道、石硤尾、深水埗。

### 九龍巴士87K線
- 未找到該路綫的special資料，請複查Module:香港巴士/klnt。

### 九龍巴士87P線
- 利安 → 頌安

2005年1月24日開辦，作為87K的分支路線，由利安邨前往頌安邨，只在平日星期一至五早上提供服務，方便居於利安邨及錦英苑的學生上學。此線開線以來曾一度是少數沒有分站的常規巴士路線之一，直至2010年新學年伊始才在中途增設分站。

### 九龍巴士286C線
- 馬鞍山（利安） ↔ 長沙灣（海達邨）

於2014年12月6日投入服務，取代原有86P及86X線，途經錦英苑、馬鞍山市中心、耀安邨、大水坑、亞公角、石門、沙田第一城、青沙公路（尖山隧道及沙田嶺隧道）、長沙灣及深水埗，為九龍巴士86C線的特別班次；2020年3月29日提升為全日服務並延長至長沙灣（深旺道）。2023年4月23日，隨著海達邨總站啟用，路線自當天起改以長沙灣（海達邨）為終點站。

### 過海隧道巴士680線
- 利安 ↔ 金鐘（東）
- 利安 → 金鐘（東）

1992年7月6日投入服務，現由九巴及新巴營運，途經大老山隧道、東區海底隧道，是一條來往港島北及馬鞍山、沙田東的主要路線。

### 過海隧道巴士682線（平日上午繁忙時間班次）
- 馬鞍山（利安邨） → 柴灣（東）

2000年3月31日投入服務，由新巴獨營，是一條來往港島東區及馬鞍山、沙田東的主要路線。途經馬鞍山、沙田第一城、大老山隧道、東區海底隧道、北角、鰂魚涌、筲箕灣，只於平日上午繁忙時間以此為總站。

### 新界區專線小巴803線
- 顯徑邨 ↔ 利安邨

### 新界區專線小巴803M線
- Template:HK MiniBus Route NT Show:803M

## 過往總站路線
- 九龍巴士40X線（總站已由本站遷往烏溪沙站）
- 九龍巴士86X線（已取消）
- 九龍巴士89D線（總站已由本站遷往烏溪沙站）
- 九龍巴士885線（已取消）
- 九龍巴士286P線（第一代）（已取消）
- 過海隧道巴士680A線（已取消）
- 過海隧道巴士680X線（總站已由本站遷往烏溪沙站）

## 車坑分佈
| 車坑分佈（以入口最左邊起計） | 車坑分佈（以入口最左邊起計） | 車坑分佈（以入口最左邊起計） |
| 車坑編號                     | 車坑寬度                     | 路線                         |
| ---------------------------- | ---------------------------- | ---------------------------- |
| 1                            | 進站通道                     | 九龍巴士87P線                |
| 2                            | 雙坑                         | 九龍巴士86C線                |
| 3                            | 單坑                         | 後備                         |
| 4                            | 單坑                         | 九龍巴士286C線               |
| 5                            | 雙坑                         | 過海隧道巴士680線            |
| 6                            | 離站通道                     | 專綫小巴803線                |

## 外部連結
- 九巴（页面存档备份，存于）
- 利安邨總站（页面存档备份，存于），城巴／新巴